# María Victoria de la Fuente
María Victoria de la Fuente Alonso (Vigo, 9 de marzo de 1927- Madrid, 28 de septiembre de 2009) fue una pintora gallega.

## Trayectoria

### Origen
De familia vinculada con la arquitectura (hija de Jenaro de la Fuente Álvarez y nieta de Jenaro de la Fuente Domínguez), desde 1945 pasó temporadas en Madrid, donde frecuentó el taller del pintor Xulio Moisés, que le dio lecciones de pintura. A finales de esta década asistió como alumna libre al Real Academia de Bellas artes de San Fernando.

### Estilo e influencias
En 1953 comenzó a participar en exposiciones colectivas. Viajó a París donde descubrió a maestros del cubismo como Picasso, Braque y Juan Gris. También viajó a los Países Bajos y se entusiasmó con Rembrandt y Vermeer. En Italia conoció las obras de Mario Sironi y Giorgio Morandi.
En 1962 ganó el premio de la crítica por su exposición individual en el Ateneo de Madrid. Dos años después se casó con el pintor Máximo de Pablo y ganó los premios Abril y Familia Española, además de una beca de la Fundación March. Su interés por la pintura mural la llevó a crear algunas obras en esa técnica, de estilo expresionista y aires líricos.
En las Exposiciones Nacionales de Bellas Artes de 1965 y 1967 obtuvo una tercera y una segunda medallas, respectivamente. Abandonó Madrid para instalarse en un pueblo del Levante español, pero continuó visitando periódicamente la capital española y su ciudad natal, Vigo, donde realizó varias exposiciones.
Recibió la Medalla Castelao en 1997.

## Obra en museos y colecciones
Tiene obra en el Museo de Arte Contemporáneo de Madrid, en la Colección de Arte Abanca, en el Museo de Pontevedra o el Museo de Bellas Artes de La Coruña,entre otros. 